# Edde (Somogy)
Edde est un village et une commune du comitat de Somogy en Hongrie.